# Idioma chuvasio
El chuvasio (autoglotónimo: чӑваш чӗлхи, чӑвашла, también conocido como chuvash, chuvasiano, chovash, chavash o çuaş) es un idioma túrquico hablado al oeste de los Urales, en el centro de Rusia. Es la lengua materna de los chuvasios y es idioma oficial en Chuvasia.
Algo más de un millón de hablantes —1 077 420 personas según datos de 2010— usan esta lengua.

## Aspectos históricos, sociales y culturales

### Distribución geográfica
El chuvasio se habla principalmente en la República de Chuvasia, al sur del Volga, donde tiene estatus de idioma oficial. Su área de influencia se extiende hacia el distrito de Uliánovsk y la República de Tartaristán. Otros grupos de hablantes se localizan en la República de Baskortostán y en algunas zonas de la región del Volga, mientras que pequeños contingentes residen en los Urales y en Siberia occidental.
En Rusia hay 1 043 000 hablantes de chuvasio y constituye el segundo idioma para unas 200 000 personas.

### Historia
El chuvasio es la más distintiva de todas las lenguas túrquicas y no puede ser entendida por hablantes de otras lenguas túrquicas.
Algunos autores atribuyen esta divergencia a una ruptura temprana entre el chuvasio y el turco común, mientras que otros lo achacan a una fuerte influencia mongólica.
La lengua con la que está emparentada —el búlgaro del Volga hablado en Bulgaria del Volga en la Edad Media— difiere de todos los idiomas túrquicos modernos de una forma tan considerable que a veces es clasificada como una lengua hermana del prototúrquico.
Algunos autores han afirmado que el chuvasio es la única lengua continuadora del huno.
Sin embargo, otros autores alegan que si este fuera el caso, la historia de sus migraciones debería aparecer reflejada en crónicas chinas y europeas. No obstante, las pruebas lingüísticas del idioma de los hunos son tan escasas que no se puede llegar a ninguna conclusión.
Lo que sí es seguro es el origen volga-búlgaro del chuvasio. Existen pruebas de que la lengua de los búlgaros del Volga, sin duda túrquica, tiene su continuación en el chuvasio moderno, como así lo atestiguan los testimonios más antiguos (siglos XI-XIV) en alfabeto árabe. La conquista mongola terminó con el reinado de los búlgaros del Volga en 1236.
En el siglo XVIII el chuvasio se convirtió de nuevo en lengua escrita, esta vez en alfabeto ruso; tras varios intentos de reforma, en 1874 se introdujo una variación del alfabeto cirílico que resultaba más adecuada. Como lengua literaria, el chuvasio no alcanzó su madurez hasta el siglo XIX y especialmente tras la Revolución rusa.

### Dialectos
Existen dos tipos de dialectos del chuvasio: el virial o alto chuvasio, y el anatri o bajo chuvasio. Las diferencias entre ambos dialectos son mínimas. El lenguaje literario está basado en ambas formas dialectales.

### Influencia de otros idiomas
El chuvasio se aparta de los otros idiomas túrcicos en ciertas raíces que contienen la /z/, cambiándose por el sonido típico /r/ de la lenguas mongólicas.
Asimismo, se puede apreciar influencia urálica —como el mari— en algunos aspectos de la morfología, como la formación del imperativo negativo; este se forma con la partícula an —préstamo de alguna lengua pérmica, probablemente la udmurta—, mientras que las demás lenguas túrquicas utilizan un sufijo negativo en el imperativo como en el resto de formas verbales.
Más reciente es la influencia del ruso, que procede de la amplia adopción del cristianismo ortodoxo por parte de los chuvasios.

## Escritura
Su alfabeto más antiguo, conocido como inscripciones Orkhon, desapareció después de que los búlgaros del Volga se convirtieran al islam. Más tarde, el alfabeto árabe fue adoptado. El alfabeto chuvasio moderno fue adoptado en 1873 por I. Ya. Yakovlev. En 1938, el alfabeto sufrió significativas correcciones para ser usado de una forma más cómoda.

### Moderno
Mayúsculas
А Ӑ Б В Г Д Е Ё Ӗ Ж З И Й К Л М Н О П Р С Ҫ Т У Ӳ Ф Х Ц Ч Ш Щ Ъ Ы Ь Э Ю Я
Minúsculas
а ӑ б в г д е ё ӗ ж з и й к л м н о п р с ҫ т у ӳ ф х ц ч ш щ ъ ы ь э ю я 

### Entre 1873 y 1938

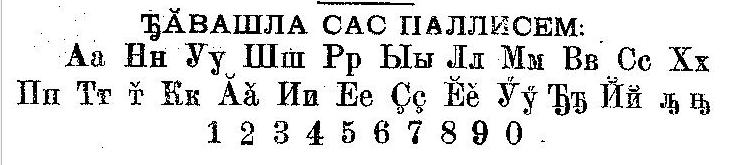
Alfabeto chuvasio de Yakovlev

El precedente del alfabeto chuvasio moderno  fue diseñado en 1873 por el escolar Ivan Yakovlevich Yakovlev.
| а | е | ы | и/і | у | ӳ | ӑ | ӗ | й | в | к | л | ԡ | м | н | ԣ | п | р | с | ҫ | т | ꚋ | х | ш |

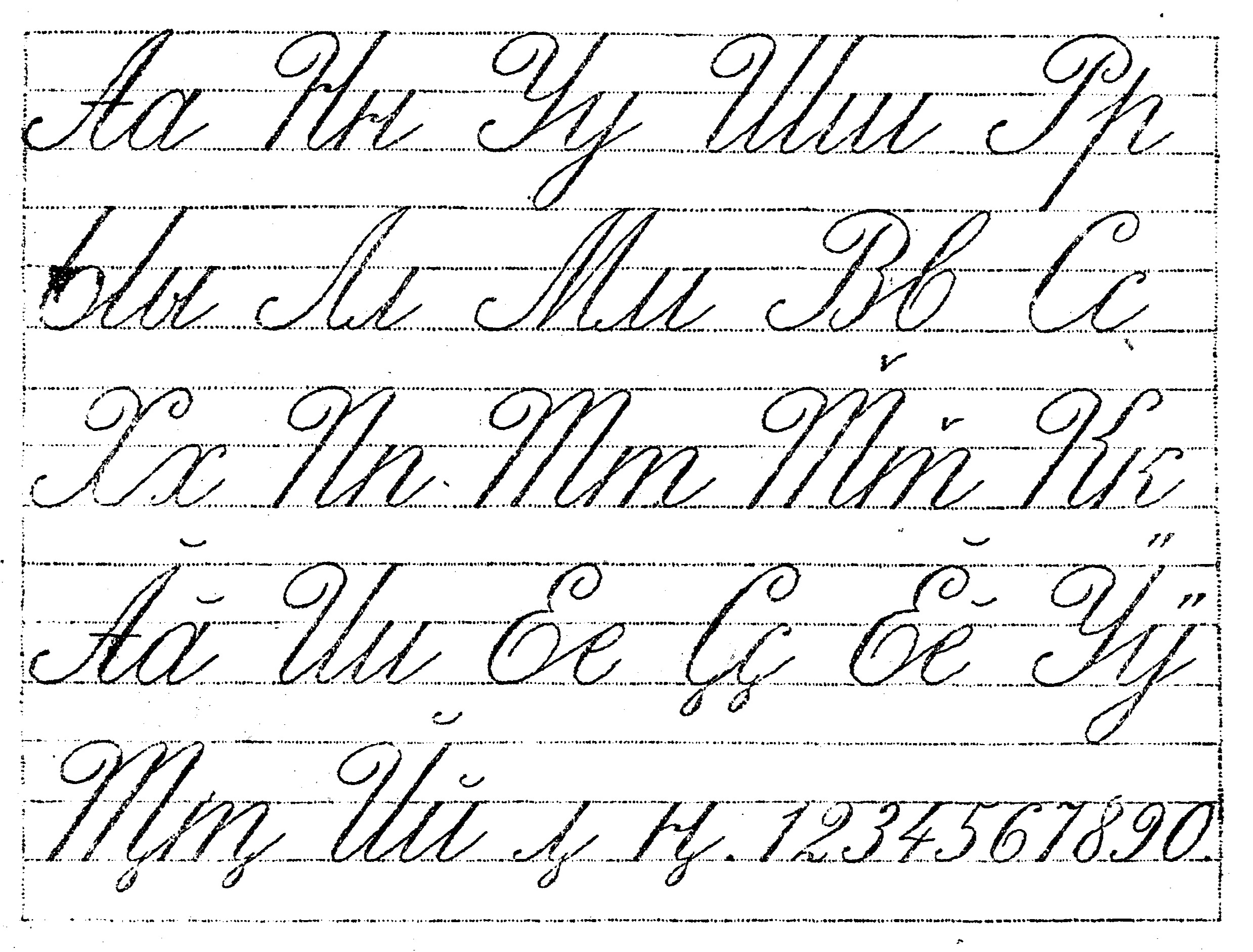
Cursive

En 1938 sufrió modificaciones con las que llegó a la forma actual.

## Descripción lingüística

### Clasificación
La chuvasia es la única lengua que pervive del grupo ogúrico o huno-bolgar.
Constituye la lengua túrcica más divergente tanto en su vocabulario, como en los cambios fonéticos que ha experimentado.
Por esa razón, el estudio del chuvasio es importante para la reconstrucción del prototúrquico, ya que el resto de lenguas pertenecen a la misma rama (z-túrquico), siendo el chuvasio el único idioma túrcico de su rama (r-túrquico). Se supone que otras lenguas túrquicas extintas como el jázaro (khazar), el ávaro túrquico, el búlgaro túrquico y posiblemente el huno habrían sido idiomas túrquicos de la misma rama que el chuvasio.
Anteriormente, el chuvasio había sido considerada una lengua ugrofinesa turquizada, pero dicha propuesta ha sido descartada dada la evidencia disponible.

### Gramática
En la lengua chuvasia, el acento tónico va al final, a menos que haya una vocal reducida, desplazándose a la penúltima; si todas las vocales de la palabra son reducidas, entonces se pone en la primera.
El chuvasio es una lengua aglutinante con una gran abundancia de sufijos, pero no prefijos (a no ser que la palabra sea extranjera). Los sufijos son usados para crear nuevas palabras, o para indicar la forma gramatical de la misma.
La notación para el plural es -sem/-sen, como por ejemplo xula «ciudad», y xulasem (sin armonía vocálica) «ciudades».
El verbo posee cuatro voces (activa, reflexiva-pasiva, causativa y recíproca) y cinco modos (indicativo, imperativo, optativo, subjuntivo y concesivo). Se distingue presente/futuro, futuro y pasado.
El orden de la frase es sujeto-objeto-verbo.